# Almirante (compositor)

Almirante apresentando o pandeirista Salvador "Barraca" Corrêa, e ao fundo Nelson, Rubens, Valdemar, Pixinguinha e Alfredinho, Donga e João da Baiana em 1956

Henrique Foréis Domingues (Rio de Janeiro, 19 de fevereiro de 1908 — Rio de Janeiro, 22 de dezembro de 1980) foi um cantor, compositor e radialista brasileiro, também conhecido por Almirante. Seu codinome na Era de Ouro do Rádio era: "a mais alta patente do Rádio".

## Biografia
Pioneiro da música popular no país, começou sua carreira musical em 1928 no grupo amador "Flor do Tempo" formado por alunos do Colégio Batista, do bairro da Tijuca, Rio de Janeiro. Compunham o grupo, além de Almirante (cantor e pandeirista) os violonistas Braguinha (João de Barro), Alvinho e Henrique Brito.
Em 1929, convidados a gravar um disco na Parlophon (subsidiária da Odeon) admitem mais um violonista, do bairro vizinho de Vila Isabel, um jovem talento chamado Noel Rosa. O grupo então é rebatizado para Bando de Tangarás, nome inspirado numa lenda do litoral paranaense, a "dança dos tangarás" que conta a história de um grupo de pássaros (os tangarás) que se reúne para dançar e cantar alegremente.
O "bando" se desfez em 1933 mas Almirante continuou sua carreira como cantor, interpretando sambas e músicas de carnaval, muitas de grande sucesso e hoje clássicos da música popular brasileira, como "O Orvalho Vem Caindo" (Noel Rosa / Kid Pepe), "Yes, Nós Temos Bananas" e "Touradas em Madri" (João de Barro/Alberto Ribeiro), entre outras.
Autor de uma das mais famosas músicas carnavalescas, "Na Pavuna", possuía enorme biblioteca e discoteca sobre música brasileira.
Em 1951, tornou-se o primeiro biógrafo do Poeta da Vila, ao produzir para a Rádio Tupi do Rio de Janeiro a série de programas semanais No Tempo de Noel Rosa, com histórias, depoimentos e interpretações de suas músicas, muitas delas inéditas. Entre 18 de outubro de 1952 e 3 de janeiro de 1953 publicou na Revista da Semana, em capítulos, A Vida de Noel Rosa. Em 1963, com o mesmo título da série radiofônica, a editora Francisco Alves lançou seu livro sobre o ex-companheiro do Bando de Tangarás.

## Incrível, Fantástico, Extraordinário
Além de sua relação com o samba, Almirante também se tornou famoso em todo o Brasil por criar e apresentar o programa "Incrível, Fantástico, Extraordinário" na Rádio Tupi, que mais tarde iria se tornar filme, programa de televisão, revista em quadrinhos e livro. Almirante recebia cartas dos ouvintes da Tupi contando histórias misteriosas que teriam acontecido com eles, e no programa estas narrativas eram interpretadas pelos atores e músicos da rádio. O programa atravessou as décadas de 1950 e 1960, e até os anos 1990 ainda existiam novas versões do mesmo.

## Museu da Imagem e do Som
Durante todo o tempo em que se manteve ativo, cuidou de formar o arquivo de música popular adquirido pelo Museu da Imagem e do Som, do Rio de Janeiro, em 1965.

## Morte
Almirante morreu em 22 de dezembro de 1980 vítima de um aneurisma cerebral.

## Canções
Seus maiores sucessos como cantor e/ou compositor:
- 1930 - Na Pavuna
- 1931 - Eu Vou Pra Vila
- 1931 - Já Não Posso Mais
- 1933 - Prato Fundo
- 1933 - Moreninha da Praia
- 1933 - Contraste
- 1933 - O Orvalho Vem Caindo
- 1934 - Menina Oxigenê
- 1934 - Ninguém Fura o Balão
- 1935 - Deixa a Lua Sossegada (Braguinha e Alberto Ribeiro)
- 1935 - Pensei Que Pudesse Te Amar
- 1936 - Amor em Excesso
- 1936 - Marchinha do Grande Galo
- 1936 - Levei Um Bolo
- 1936 - Tarzan (O Filho do Alfaiate)
- 1937 - Vida Marvada
- 1937 - Apanhei Um Resfriado
- 1938 - Yes, Nós Temos Bananas
- 1938 - Touradas em Madrid
- 1939 - Hino do Carnaval Brasileiro
- 1939 - Vivo Cantando
- 1939 - O Que é Que Me Acontecia
- 1940 - Minha Fantasia
- 1941 - Não Sei Dizer Adeus
- 1941 - Qual Será o Score Meu Bem?
- 1951 - Marchinha do Poeta